# Paul Vinogradoff
Pour les articles homonymes, voir Vinogradoff.
Paul Vinogradoff, né Pavel Gavrilovitch Vinogradov (en russe : Па́вел Гаври́лович Виногра́дов) le 1er décembre 1854 à Kostroma et mort le 19 décembre 1925 dans le 16e arrondissement de Paris, est un médiéviste et historiographe russe, puis britannique.

## Biographie
Fils de Gavril Kiprianovitch Vinogradoff, proviseur, Paul Vinogradoff naît à Kostroma et suit une scolarité au lycée n°4 de Moscou dont il sort diplômé avec une médaille d'or - l'équivalent russe de mention très bien. Il fait ses études à la faculté d'histoire et de philologie de l'université de Moscou, où il étudie sous Vassili Klioutchevski. Sa thèse de candidat ès sciences intitulée Régime foncier à l'époque mérovingienne est récompensée par une médaille d'or. En 1875, il obtient une bourse pour poursuivre ses études à Berlin auprès de Theodor Mommsen et Heinrich Brunner, il assiste également aux conférences de Leopold von Ranke. Il effectue un petit séjour en Angleterre et se lie d'amitié avec Frederic William Maitland qui en 1884 lui dédicacera son volume Pleas of the Crown for thé Couny of Cloucester.
De retour à Moscou en 1876, il enseigne aux cours supérieurs pour femmes, puis à partir de 1877, à l'Université impériale en tant que professeur invité. Depuis avril 1881, après la soutenance de la thèse de maîtrise, il est professeur adjoint au département d'histoire générale de l'Université de Moscou; de 1884 à 1889 - professeur associé; de juin 1889 à février 1902 - professeur ordinaire.
Membre de l'Académie des sciences de Saint-Pétersbourg depuis 1892. Membre de l'assemblée législative de Moscou en 1897-1902.
Après le conflit avec le ministre de l'éducation, Piotr Vannovski, en décembre 1901, il démissionne et part pour l'Angleterre où il sera principalement connu comme spécialiste de droit comparé. Membre de la British Academy. Depuis le 22 décembre 1903, Vinogradoff est professeur au département de droit comparé de l'Université d'Oxford. À partir de 1908, tout en conservant sa chaire à Oxford, chaque semestre d'automne, il donne des conférences et dirige des séminaires à l'Université de Moscou en tant que professeur ordinaire surnuméraire d'histoire générale. En 1911, en signe de protestation contre le licenciement d'un certain nombre de professeurs il quitte définitivement l'Université de Moscou. Il est fait chevalier en 1917. En 1918, il devient un sujet britannique.
En hiver 1925, Vinogradoff se rend à Paris pour recevoir un diplôme honorifique ; lors de son séjour, il développe une pneumonie et en meurt le 19 décembre 1925.